# ان‌جی‌سی ۷۸۲
ان‌جی‌سی ۷۸۲ یک کهکشان مارپیچی میله‌ای است که در صورت فلکی اریدانوس در فاصله ۱۶۰ میلیون سال نوری از کهکشان راه شیری قرار دارد. این کهکشان در سال ۱۸۳۴ توسط ستاره‌شناس بریتانیایی جان هرشل کشف شد
یک ابرنواختر نوع یکم ای با نام اس‌ان ۲۰۱۱اِب در ۹ ژوئیه ۲۰۱۱ در این کهکشان کشف شد.